# Ambuchanania
Ambuchanania, monotipski rod mahovnjača svrstana u porodicu Ambuchananiaceae, dio reda Sphagnales. Jedina je vrsta A. leucobryoides, endem s Tasmanije.